# Enrique Michel Ruiz
Enrique Michel Ruiz (n. 5 de julio de 1951) es un político mexicano, miembro del Partido Acción Nacional. Fue alcalde de la capital del estado de Colima en el periodo 2000 a 2003. Fue candidato por el Partido Acción Nacional a la gubernatura del estado de Colima durante las elecciones de 1997 y elecciones de 2003 en las que fue derrotado por los candidatos del Partido Revolucionario Institucional, Fernando Moreno Peña y Gustavo Vázquez Montes. Posteriormente, el Tribunal Federal del Poder Judicial de la Federación anuló la elección del 2003 por las acciones realizadas por Fernando Moreno, pero Enrique Michel declinó ser candidato en la segunda vuelta. Fue diputado local en el Congreso de Colima para la LV Legislatura del Congreso del Estado de Colima. Fue de nueva cuenta candidato a presidente municipal de Colima. El 30 de junio de 2009, Enrique Michel, junto a los candidatos del PAN a la presidencia municipal de Colima y Manzanillo, Brenda Gutiérrez y Gabriela Sevilla Blanco fueron declarados inelegibles para contender en la elección del día 5 de julio, por los magistrados de la Sala Toluca del Tribunal Electoral del Poder Judicial de la Federación (TEPJF), ordenando a la coalición PAN-ADC “Ganará Colima” registre suplentes ante el Instituto Electoral de Colima como candidatos propietarios para contender por estos cargos de elección popular, en un plazo de 24 horas a partir de la notificación correspondiente. A pesar de que finalmente su candidatura fue validada, perdió las votaciones frente al candidato del PRI Ignacio Peralta Sánchez.